# キャメロン・マッキントッシュ
サー・キャメロン・マッキントッシュ（Sir Cameron Mackintosh, 1946年10月17日 - ）は、イギリスのミュージカル・プロデューサー。世界を代表する演劇製作者のひとりである。

## 来歴
ロンドン北部インフィールド生まれ。カトリック系の学校であるPrior Park Collegeを卒業後、ドルリー・レーン劇場に入り、大道具係などを経験する。舞台監督助手、副舞台監督を経て、20歳でミュージカルの製作に本格的に携わる。
1981年の『キャッツ』を皮切りに『レ・ミゼラブル』『オペラ座の怪人』など数多くのミュージカルをヒットさせ、不動の地位を築く。
1996年ミュージカル産業への貢献を評価されてナイトに叙勲され、サーの称号を受ける。
現在、ロンドンの演劇街ウエストエンドに7つの劇場を所有している。総資産6億7500万ポンド（約1150億円）ともいわれ、イギリス音楽・演劇界においてU2やエルトン・ジョンを押さえポール・マッカートニー、アンドリュー・ロイド＝ウェバーに次いで3番目に成功した人物とされている。
2012年公開のミュージカル映画『レ・ミゼラブル』にはプロデューサーの一人として参加し、第85回アカデミー賞作品賞にノミネートされた。

## 主なプロデュース作品
- キャッツ (1981)：トニー賞7部門受賞（作品賞ほか）
- レ・ミゼラブル (1985)：トニー賞8部門受賞（作品賞ほか）
- レ・ミゼラブル (2013)：アカデミー賞・助演女優賞（アン・ハサウェイ）、メイク・ヘアスタイリング賞、録音賞
- オペラ座の怪人 (1986)：トニー賞7部門受賞（作品賞ほか）
- ミス・サイゴン (1989)：トニー賞3部門受賞（主演男優賞ほか）
- オリバー! (1994)
- イーストウィックの魔女たち (2000)
- メリー・ポピンズ (2004)